# Frankrigs økonomi
Frankrigs økonomi er en højt udviklet og markedsorienteret økonomi. Det er verdens syvendestørste økonomi i 2022 og den tiendestørste økonomi efter købekraft,) og bidrager med 3,3% af verdensøkonomien.
Frankrig har en diversificeret økonomi, der er domineret af servicesektoren (der repræsenterede 78,8% af landets BNP i 2017), mens industrisektoren stod for 19,5% af BNP og primærsektoren stod for de resterende 1,7%. I 2020 var Frankrig den største modtager af udenlandske direkte investeringer i Europa, og Europas næststørste forbrug på forskning og udvikling. Landet blev rangeret blandt de 10 mest innovative lande på Bloomberg Innovation Index i 2020, og den 15. mest konkurrencedygte nation i verden ifølge Global Competitiveness Report i 2019 (hvilket var to pladser højere end 2018). Det var den femtestørste handelsnation i verden (nr. 2 i Europa efter Tyskland). Frankrig er verdens mest besøgte feriedestination, samt EUs førende landbrugsmagt.
Ifølge den Internationale Valutafond havde Frankrig det 29. højeste BNP per indbygger på $44.995. I 2019 havde landet en rangering på FNs Human Development Index med en værdi på 0,901 (hvilket indikerer meget høj udvikling) og 23. på Corruption Perceptions Index samme år.
Paris er en ledende Verdensby, og har et af de højeste BNP'er for en by i verden. Den blev rangeret som den første by i Europa (og den tredje på verdensplan) efter antallet af firmaer klassificeret på Fortunes Fortune Global 500. Paris producerede $738 mia. (eller $882 mia. justeret for markedskurs) eller omkring 1/3 af den franske økonomi i 2018 mens Paris byområde — det største i Europa sammen med London - genererer omkring 1/3 af Frankrigs BNP eller omkring $1,0 bio. Paris blev rangeret som den næstmest attraktive globale by i verden i 2019 af KPMG. La Défense, Paris' centrale erhvevsdistrikt blev i 2017 rangeret af Ernst & Young som den ledende erhvervsdistrikt på Kontinentaleuropa, og det fjerde på verdensplan. OECD's hovedkvarter ligger i Paris, der er landets finansielle hovedstad. Andre store økonomiske centre i landet inkluderer Lyon, Toulouse (der er centrum for Europas flyindustri), Marseille og Lille.
Frankrig blev ramt af recession i slutningen af 2000'erne og virkede til at komme ud af den tidligere end mange andre af de ramte økonomier, idet landet kun var ramt i fire kvartaler. Frankrig oplevede dog stagnering i væksten mellem 2012 og 2014, hvor økonomien voksede 0% i 2012, 0,8% i 2013 og 0,2% i 2014. Væksten begyndte dog at stige igen i 0,8%. Det blev efterfulgt af 1,1% i 2016, og en vækst på 2,2% i 2017, og 2,1% i 2018. Ifølge OFCE var den forventede vækst i 2022 på 1,2%.